# Barby (Ardenes)
Barby és un municipi francès situat al departament de les Ardenes i a la regió del Gran Est. L'any 2007 tenia 369 habitants.

## Demografia

### Població
El 2007 la població de fet de Barby era de 369 persones. Hi havia 140 famílies de les quals 20 eren unipersonals (20 dones vivint soles i 20 dones vivint soles), 60 parelles sense fills i 60 parelles amb fills.
La població ha evolucionat segons el següent gràfic:
Habitants censats

### Habitatges
El 2007 hi havia 149 habitatges, 139 eren l'habitatge principal de la família, 3 eren segones residències i 7 estaven desocupats. 147 eren cases i 2 eren apartaments. Dels 139 habitatges principals, 129 estaven ocupats pels seus propietaris, 9 estaven llogats i ocupats pels llogaters i 1 estava cedit a títol gratuït; 1 tenia dues cambres, 10 en tenien tres, 31 en tenien quatre i 97 en tenien cinc o més. 115 habitatges disposaven pel capbaix d'una plaça de pàrquing. A 54 habitatges hi havia un automòbil i a 79 n'hi havia dos o més.

### Piràmide de població
La piràmide de població per edats i sexe el 2009 era:
| Homes | Edats   | Dones |
| ----- | ------- | ----- |
| 0     | 95 o +  | 0     |
| 0     | 90 a 94 | 0     |
| 0     | 85 a 89 | 0     |
| 0     | 80 a 84 | 4     |
| 8     | 75 a 79 | 8     |
| 4     | 70 a 74 | 4     |
| 8     | 65 a 69 | 12    |
| 12    | 60 a 64 | 8     |
| 8     | 55 a 59 | 12    |
| 28    | 50 a 54 | 8     |
| 12    | 45 a 49 | 20    |
| 8     | 40 a 44 | 20    |
| 12    | 35 a 39 | 8     |
| 4     | 30 a 34 | 8     |
| 0     | 25 a 29 | 12    |
| 8     | 20 a 24 | 0     |
| 28    | 15 a 19 | 12    |
| 0     | 10 a 14 | 20    |
| 0     | 5 a 9   | 16    |
| 4     | 0 a 4   | 4     |

## Economia
El 2007 la població en edat de treballar era de 250 persones, 173 eren actives i 77 eren inactives. De les 173 persones actives 161 estaven ocupades (91 homes i 70 dones) i 12 estaven aturades (4 homes i 8 dones). De les 77 persones inactives 29 estaven jubilades, 20 estaven estudiant i 28 estaven classificades com a «altres inactius».

### Ingressos
El 2009 a Barby hi havia 143 unitats fiscals que integraven 385 persones, la mediana anual d'ingressos fiscals per persona era de 19.691 €.

### Activitats econòmiques
Dels 7 establiments que hi havia el 2007, 2 eren d'empreses extractives, 1 d'una empresa alimentària, 1 d'una empresa de fabricació de material elèctric, 1 d'una empresa d'hostatgeria i restauració i 2 d'empreses de serveis.
L'únic establiment comercial que hi havia el 2009 era una carnisseria.
L'any 2000 a Barby hi havia 14 explotacions agrícoles que ocupaven un total de 672 hectàrees.

## Poblacions més properes
El següent diagrama mostra les poblacions més properes.